# Frauen sind Männersache
Frauen sind Männersache ist eine vom Fernsehen der DDR produzierte Bühnen-Komödie von Eberhard Schäfer aus dem Jahr 1976. In den Hauptrollen agieren Herbert Köfer, Irma Münch und Gerd E. Schäfer.

## Handlung
Margit Köhler ist gestresst und genervt, ihrem Mann und den erwachsenen Kindern ständig alles hinter herzuräumen. Sie möchte sich über das Wochenende eine kleine Auszeit von ihrem Alltag als Hausfrau nehmen. Sie beauftragt ihren Bruder Walter Riedel, auf ihre Wohnung und ihre Familie in dieser Zeit aufzupassen. Doch für Margits Ehemann Gerhard ist Haushalt ein Fremdwort und will nicht glauben, was sein Schwager ihm nun verkündet. Er war bis zu diesem Moment so gut gelaunt und nun das – kein fertiges Abendessen. Die drei Kinder zeigen ein wenig mehr Verständnis, haben aber auch keine Lust sich in die Küche zu stellen. Zu Gerhards Ärger ist der Kühlschrank leer und nicht einmal sein geliebtes Feierabendbier kann er dort finden. Aber zum Freitag selber einkaufen gehen, das ist unter seiner Würde. Außerdem muss er für seinen Nachbarn Reuter den Fernseher reparieren.
Walter bezieht nun Quartier in der Wohnung seines Schwagers und stört so ungewollt das Liebesleben dessen Kinder. Da Margit nur ins Nachbarhaus zu einer Freundin gezogen ist, guckt sie mehrmals heimlich in ihrer Wohnung nach dem Rechten. Walter hatte sie eine Liste gegeben, die ihr Mann abarbeiten soll. Vorerst kommt er aber nicht dazu, denn nun ist nicht nur Reuters Fernseher kaputt, sondern auch sein Auto. Gerhard kann aber schnell helfen, denn Reuter hatte nur vergessen den Benzinhahn an seinem neuen Trabant aufzudrehen. So hat er nun aber keine Ausrede mehr nicht einkaufen zu gehen. Also macht er sich auf den Weg. Unterdessen schaut Margit wieder herein und berichtet ihrem Bruder, dass zum Samstag die Eltern von Sohn Werner eingeladen sind, was sie ganz vergessen hat mit auf den Zettel zu schreiben. Nun steht Maria mit ihrem Vater schon vor Gerhards Tür und nichts ist vorbereitet. Zum Glück möchte sein Gast nichts trinken und verabschiedet sich auch schon bald wieder. So könnte sich Gerhard eigentlich mit der Abarbeitung der Liste befassen, aber irgendwie kommt er einfach nicht dazu. Von seinen Kindern hat er auch keine Hilfe, denn sie sind nur mit ihren Liebschaften beschäftigt.
Margits freies Wochenende geht dem Ende zu und so klärt Walter seinen Schwager darüber auf, dass seine Frau gar nicht zu einem Lehrgang gefahren ist, sondern nur sehen wollte, wie ihr Mann unter der Last des Haushalts zusammenbricht. Gerhard ist seltsamerweise gar nicht sauer, aber so ganz hinnehmen will er die Demütigung seiner Frau nicht und tut so, als ob er sich gar nicht freuen würde, dass Margit endlich wieder da ist. Im Grunde ist er aber mehr als froh und hat schätzen gelernt, was seine Frau ihm alles im Alltag abgenommen hat.

## Produktion
Der Film erlebte am 14. Dezember 1976 im 1. Programm des Fernsehens der DDR seine Erstausstrahlung. Im September 2016 kam der Film bei Icestorm im Rahmen der Reihe DDR TV-Archiv auf DVD heraus.